# Macedonian Press Agency
La Macedonian Press Agency est l’une des 2 principales agences de presse en Grèce (l’autre étant la Athens News Agency). Elle est spécialisée dans les informations sur les Balkans, l’Europe de l’est et la  région de la Mer Noire.